# ويليام راند (ناشر)
ويليام راند (بالإنجليزية: William Rand)‏ هو ناشر أمريكي، ولد في 2 مايو 1828 في كوينسي في الولايات المتحدة، وتوفي في 20 يونيو 1915 في نيو كانان في الولايات المتحدة.